# Respect (Organisation)
respect – Institut für Integrativen Tourismus und Entwicklung ist eine ehemals eigenständige österreichische Nichtregierungsorganisation mit Sitz in Wien, die sich für einen sanften und nachhaltigen Tourismus einsetzte.

## Geschichte und Tätigkeit
Die Organisation wurde im Jahre 1995 als gemeinnützige Nichtregierungsorganisation gegründet. In ihrem Selbstverständnis verstand sich respect als entwicklungspolitische und nachhaltigkeitspolitische Stimme im österreichischen Tourismus und engagierte sich weltweit für eine zukunftsfähige, faire, von den Bereisten selbst bestimmte touristische Entwicklung. Tätigkeitsschwerpunkte von respect waren Bildungs-, Öffentlichkeits- und Forschungsarbeit.
Im Jahre 2011 wurde respect den Naturfreunden angegliedert und verlor so ihre Selbständigkeit. Die Marke respect wurde beibehalten.

## SignaTOUR-Award
Einmal jährlich vergab respect mit Unterstützung der Österreichischen Entwicklungszusammenarbeit den von ihr ins Leben gerufenen Medienpreis signaTOUR-Award. Mit dieser Auszeichnung wurden Autoren, Journalisten oder Verlage geehrt, „die die Ziele einer nachhaltigen Entwicklung im Tourismus und/oder der Entwicklungszusammenarbeit in Reisebeiträgen und -literatur thematisieren, die Reisende auf respektvolle, wirklichkeitsnahe Weise mit anderen Ländern, Kulturen und Menschen bekannt machen, die neugierig auf das Reisen machen, ohne Probleme und Risiken zu verleugnen.“

## Zeitschrift Integra

### Geschichte
Das respect-Institut gab mehrmals jährlich Integra - die Zeitschrift für Integrativen Tourismus und Entwicklung heraus. In den Jahren 1998 bis 2007 erschien die Zeitschrift vierteljährlich und von 2008 bis 2009 halbjährlich. Mit Heft 01/2009 wurde sie eingestellt.
In dieser Schriftenreihe wurden u. a. Themen wie Tourismusethik, Partizipation im Tourismus, Klimawandel und Tourismus, Tourismus und Migration, Marketing für nachhaltige Tourismusangebote und viele weitere behandelt. Der Ratgeber Reisen mit Respekt sowie die Publikationsreihe infocheck boten Hinweise zum Verhalten auf Fernreisen.
Sämtliche Ausgaben der Schriftenreihe Integra wurden digitalisiert und sind kostenfrei online zugänglich (siehe Weblinks).

### Schwerpunktthemen
- 1/1998 - Integra
- 2/1998 - Tourismus und Statistik
- 3/1998 - Wintersport und Nachhaltigkeit
- 4/1998 - 10 Jahre Landschaft des Jahres
- 1/1999 - Ferntourismus
- 2/1999 - „Tourismus und nachhaltige Entwicklung“ bei der CSD-7
- 3/1999 - Tourismus & Verkehr
- 4/1999 - Von Abenteuern und Erlebniswelten
- 1/2000 - Industriekultur und Tourismus
- 2/2000 - Tourismus und Internet
- 3/2000 - Tourismus und historische Gärten
- 4/2000 - Tourismus und Regionalentwicklung - eine globale Herausforderung
- 1/2001 - Tourismus in der erweiterten EU
- 2/2001 - 2002 - Internationales Jahr des Ökotourismus & der Berge
- 3/2001 - Reiseliteratur
- 4/2001 - Weltraumtourismus
- 1/2002 - Aus- und Weiterbildung im Tourismus
- 2/2002 - Behinderungen im Tourismus
- 3/2002 - Wege und Straßen - Themen im Tourismus
- 4/2002 - Der Glaube auf Reisen
- 1/2003 - Fairness im Tourismus
- 2/2003 - KINDERgeRECHTEr Tourismus
- 3/2003 - Abenteuertourismus und Extremsport
- 4/2003 - Wasser und Tourismus
- 1/2004 - Marketing für nachhaltige Tourismusangebote
- 2/2004 - Liberalisierung im Tourismus
- 3/2004 - Reisen in undemokratische Länder
- 4/2004 - Städtetourismus
- 1/2005 - Partizipation im Tourismus
- 2/2005 - Klimawandel und Tourismus
- 3/2005 - Frauen und Tourismus
- 4/2005 - Massentourismus
- 1/2006 - Tourismus in Lateinamerika
- 2/2006 - Tourismus und Wüste
- 3/2006 - Tourism Policy (Ausgabe in Englisch)
- 4/2006 - Wellness
- 1/2007 - Tourismus und Migration
- 2/2007 - Tourismus und Schutzgebiete
- 1/2008 - Tourismus gewinnt durch Klimaschutz
- 2/2008 - Tiere und Tourismus
- 1/2009 - Tourismus und Frieden / Tourismus und Konflikt